# Músculo grácil
El músculo grácil  o recto interno es un músculo que se extiende desde la rama inferior del pubis y la rama del isquion hasta la tibia.

## Inserciones y constitución anatómica
- Inserciones superiores: se efectúan lateralmente a la sínfisis pubiana, en el ángulo del pubis, medial a la inserción de los músculos aductores largo y corto, en el labio lateral, parte anterior de la rama isquiopubiana.

- Cuerpo muscular: de las inserciones precedentes se origina un cuerpo delgado, plano y acintado, situado en la cara medial del muslo. Su tendón, largo y delgado, aparece en la parte media del cuerpo muscular y rodea desde atrás hacia delante al cóndilo medial del fémur.

- Inserción inferior: tras rodear el cóndilo medial de la tibia, se inserta en la parte superior de su cara medial contribuyendo con los músculos sartorio y semitendinoso a formar la pata de ganso superficial.

## Relaciones
Su cara medial o superficial está cubierta por la fascia lata y la piel en su mayor extensión.
su cara lateral o profunda se relaciona con el borde medial de los músculos aductores, el cóndilo medial del fémur y la tibia, sobre la cual la bolsa sinovial los separa del ligamento colateral tibial.

## Inervación
Recibe un ramo del nervio obturador (L2, L3, L4) que lo penetra por su cara profunda, por encima de su parte media.

## Vascularización
Varias arterias provenientes de la arteria femoral o de la arteria circunfleja femoral medial irrigan el músculo.

## Función
Aducción, flexión de cadera y rotación interna 
- Datos: Q1428669
- Multimedia: Gracilis muscles / Q1428669